# André Lindboe
André Lindboe, né le 24 juin 1988 à Tønsberg, est un joueur de handball norvégien professionnel évoluant au poste d'ailier gauche.

## Palmarès

### En sélection
- finaliste du championnat du monde 2017 en France